# Sint-Jan (Ieper)
Sint-Jan is een dorp in de Belgische provincie West-Vlaanderen en een deelgemeente van de stad Ieper, het was een zelfstandige gemeente tot aan de gemeentelijke herindeling van 1971. Het dorp ligt slechts op een kilometer van het stadscentrum van Ieper, en is door lintbebouwing en nijverheidszones zo goed als aan de stad gegroeid. In het oosten van Sint-Jan ligt het gehucht Wieltje.

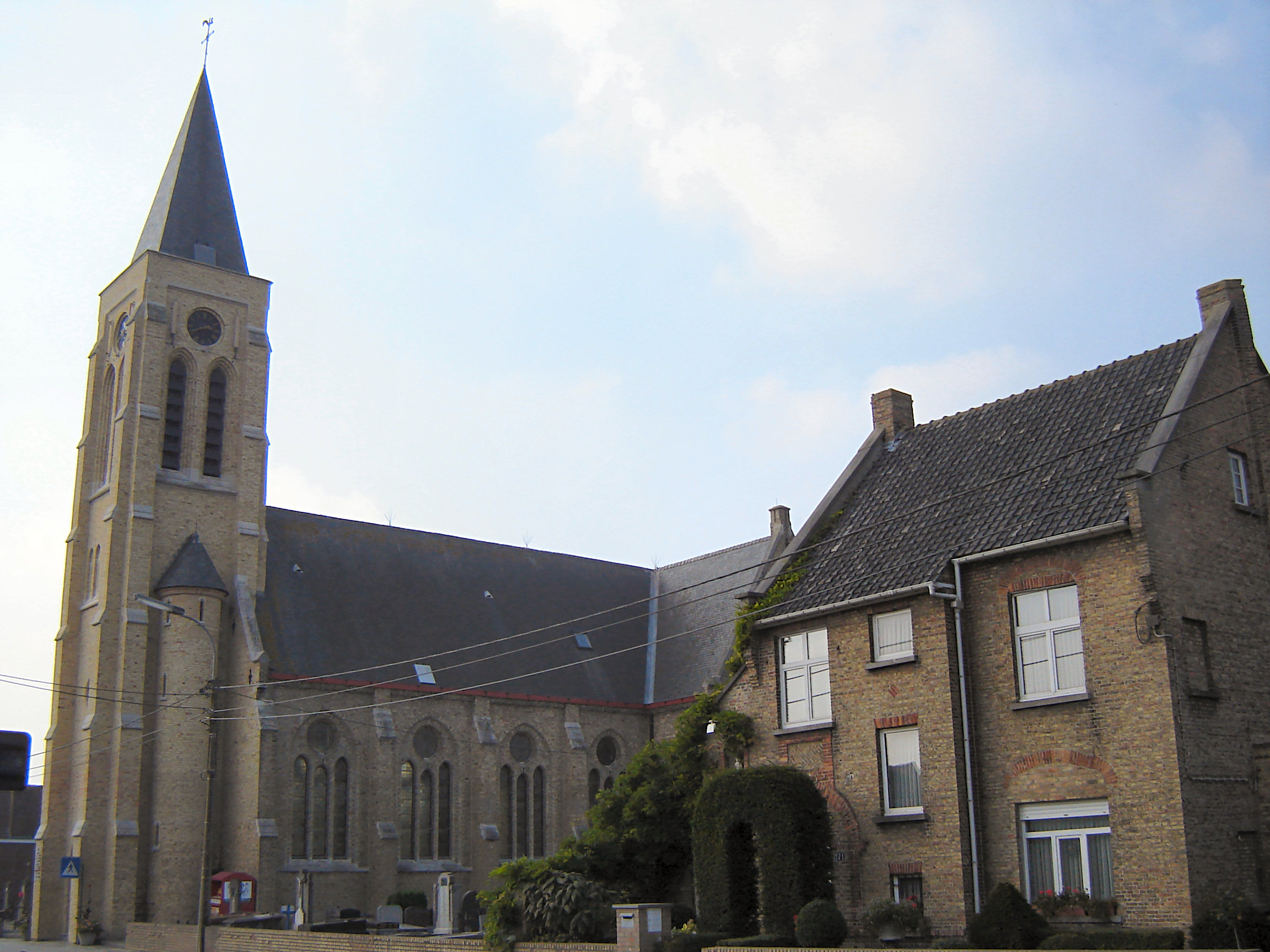
Sint-Jan-Baptistkerk en pastorie

## Geschiedenis
Sint-Jan is feitelijk een uitbreiding van de stad Ieper buiten de vestingwallen. Het werd voor het eerst vermeld in 1266, als parochia Sancti Johannis Yprensis. In 1523 was sprake van Sint-Jans buyten Ypre.
Na 1237 werd hier het voorheen in de stad gelegen leprozenhuis gevestigd, bekend als Hoge Zieken, aangezien het op een heuvel lag. In 1637 werd het leprozenhuis gesloten, maar de nederzetting in de omgeving was tot een dorpje uitgegroeid. In 1825 werd het een afzonderlijke gemeente en in 1839 een afzonderlijke parochie, die zich afsplitste van de Sint-Jacobsparochie.
Het dorp werd geheel verwoest tijdens de Eerste Wereldoorlog, vooral in 1915. Na de oorlog werd het dorp herbouwd, voornamelijk volgens de vooroorlogse indeling. Tal van militaire begraafplaatsen, oorlogsmonumenten en dergelijke herinneren aan deze tijd.
Sint-Jan is op 1 januari 1971 bij de fusiegemeente Ieper gevoegd. (koninklijk besluit van 23 maart 1970 en wet van 17 juli 1970)

## Demografische ontwikkeling
- Bronnen:NIS, Opm:1831 tot en met 1970=volkstellingen

## Bezienswaardigheden
- De Sint-Jan Baptistkerk
- In Sint-Jan liggen verschillende Britse militaire begraafplaatsen uit de Eerste Wereldoorlog:
  - Divisional Collecting Post Cemetery and Extension
  - Buffs Road Cemetery
  - La Brique Military Cemetery No.1
  - La Brique Military Cemetery No.2
  - Minty Farm Cemetery
  - New Irish Farm Cemetery
  - Oxford Road Cemetery
  - Track X Cemetery
  - White House Cemetery
  - Wieltje Farm Cemetery

## Natuur en landschap
Sint-Jan ligt in Zandlemig Vlaanderen op een hoogte van ongeveer 25 meter. De omgeving is sterk verstedelijkt door de nabijheid van de stad Ieper.

## Evenementen
Jaarlijks wordt in het dorp de Sint-Jan kermis gehouden, die doorgaat tijdens het laatste weekend van augustus.

## Diensten
Op het gebied van Sint-Jan ligt het regionaal ziekenhuis Jan Yperman. Dit ziekenhuis is een fusieziekenhuis van drie vroegere ziekenhuizen: Onze-Lieve-Vrouwziekenhuis (Ieper), Kliniek Zwarte Zusters (Ieper) en Maria Ziekenhuis (Poperinge).

## Beroemde Inwoners
- Yves Leterme
- Karl Vannieuwkerke

## Nabijgelegen kernen
Ieper, Sint-Juliaan, Boezinge, Zonnebeke, Zillebeke, Geluveld
Deelgemeenten: Boezinge · Brielen · Dikkebus · Elverdinge · Hollebeke · Ieper · Sint-Jan · Vlamertinge · Voormezele · Zillebeke · Zuidschote

Overige plaatsen: Brandhoek · Lizerne · Pilkem · Potyze · Sint-Elooi · Verlorenhoek · Wieltje 

Belgische gemeenten · Arrondissement Ieper · West-Vlaanderen · Vlaanderen